# شركة دونغفينغ موتور
شركة دونغفينغ موتور المحدودة (بالإنجليزية: Dongfeng Motor Corporation Ltd.)‏ هي شركة صينية لصناعة السيارات المملوكة للدولة ومقرها في ووهان، الصين.تعتبر واحدة من «الثلاثة الكبار» في صناعة السيارات في الصين، تعمل دونغفينغ حاليا مع تشانغآن موتورز، مجموعة فاو، وسيك موتور.
إضافة إلى المركبات التجارية والإستهلاكية، تصنع دونغفينغ للعديد من العلامات هي يويدا كيا، دونغفنغ هوندا، دونغفنغ للسيارات المحدودة (دي أف أل) ودونغفنغ بيجو سيتروين ودونغفنغ رينو (باستثناء دونغفنغ يويدا كيا، كانت جميع المشاريع المشتركة لمجموعة دونغفنغ للسيارات). كما تملك مشاريع مشتركة مع ستة شركات عالمية لصناعة السيارات، وتملك المزيد من المشاريع المشتركة الصينية والأجنبية من العديد من الشركات الصينية لصناعة السيارات وتشمل الأسماء التجارية الأخرى المرتبطة بدونغفينغ، دونغفنغ فنغشن، إنفينيتي، لوكسجن، وفينوسيا. دونغفنغ للمركبات التجارية الثقيلة في عام 2010 بدأ شعار «العصفور المزدوج-Dual Sparrows» الظهور على المنتجات الاستهلاكية الخاصة بها أيضا.
كانت الشركة ثاني أكبر شركة صينية لصناعة السيارات في عام 2014 من حيث حجم الإنتاج أكثر من 3.5 مليون سيارة كاملة في ذلك العام. إنتاج المركبات التجارية ما يقرب من 450,000 وحدة.
دونغفينغ لديها قائمة من الشركات التابعة: دونغفينغ موتور المجموعة (دي أف جي). دونغفينغ للسيارات المحدودة المشروع المشترك دي أف جي دونغفينغ للسيارات المحدودة (دي أف أل).
قد تشير بعض المصادر إلى شركة دونغ فينغ، وتستخدم اختصارا مثل دي أف أم DFM، أو استخدام الاسم بالتزامن مع الآخرين عند الإشارة إلى شركة تابعة أو مشروع مشترك أو أي شركة أخرى مرتبطة. «دونغفينغ يويدا كيا»، على سبيل المثال.

## انظر أيضّاً
دفسك موتور